# Lambrisering

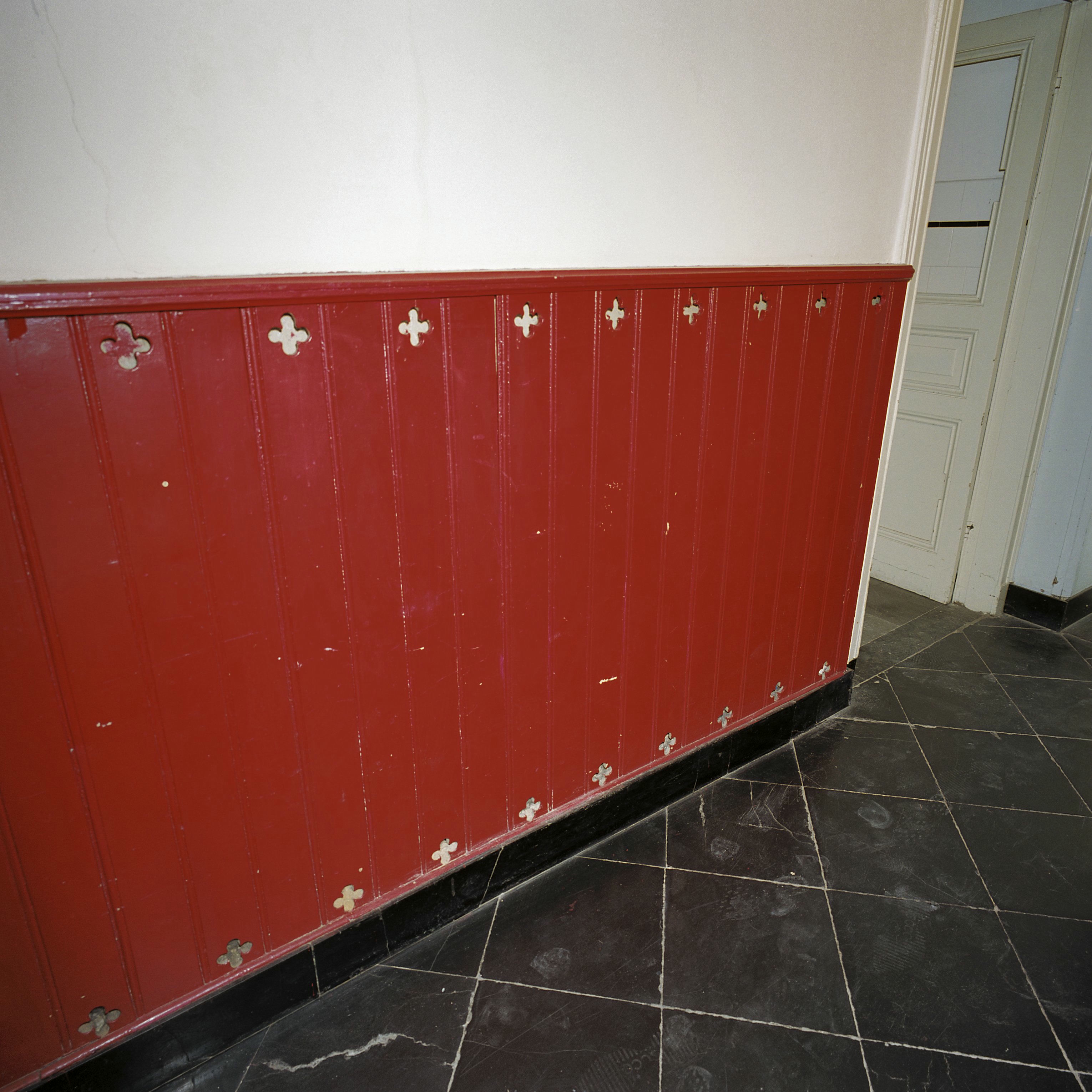
Lambrisering met vierpasmotieven in landhuis La Grande Suisse in Maastricht

Een lambrisering is een wandbetimmering die in de regel bestaat uit paneelwerk, aangebracht tegen het onderste gedeelte van een binnenmuur of wand.
De betimmering bestaat uit houten panelen of latten die een bescherming voor de wand vormen of een versierend element zijn. In de middeleeuwen was een lambrisering meestal manshoog en is daarna gekrompen tot rugleuninghoogte of lager. Vanaf de 16e eeuw was een lambrisering soms onderdeel van een complete zaalbetimmering of boiserie, waarbij de lambrisering, deuren, deur- en raamkozijnen, soms met supraportes, in dezelfde stijl werden uitgevoerd.
Lambrisering kan gemaakt worden uit een diversiteit aan materialen en heeft vanaf de 20ste eeuw eerder een decoratief karakter. Kunststof, mdf, staal zijn materialen waar o.a. uit te kiezen valt. 